# Курт Рувідель
Курт Рувідель (Kurt Ruwiedel; 18 вересня 1917, Ерінгсгаузен — 3 січня 1943, Атлантичний океан) — німецький офіцер-підводник, оберлейтенант-цур-зее крігсмаріне.

## Біографія
3 квітня 1936 року вступив на флот. З грудня 1938 року служив на легкому крейсері «Кельн». В січні-травні 1941 року пройшов курс підводника, в травні-червні — курс командира підводного човна. З 10 червня по 29 листопада 1941 року — командир U-10. З грудня 1941 року служив в 7-й флотилії. З 6 травня 1942 року — командир U-337. 24 грудня вийшов у свій перший і останній похід. 3 січня 1943 року U-377 і всі 47 членів екіпажу зникли безвісти в Північній Атлантиці.

## Звання
- Кандидат в офіцери (3 квітня 1936)
- Морський кадет (10 вересня 1936)
- Фенріх-цур-зее (1 травня 1937)
- Оберфенріх-цур-зее (1 липня 1938)
- Лейтенант-цур-зее (1 жовтня 1938)
- Оберлейтенант-цур-зее (1 жовтня 1940)